# Extensão algébrica
Em matemática, uma extensão algébrica é uma extensão de campo L/K tal que todo elemento do corpo maior L é algébrico sobre o corpo menor K; isto é, todo elemento de L é raiz de um polinômio diferente de zero com coeficientes em K. Uma extensão de campo que não é algébrica é dita transcendental e deve conter elementos transcendentais, ou seja, elementos que não são algébricos.
As extensões algébricas do campo {\displaystyle \mathbb {Q} } dos números racionais são chamados de campos de números algébricos e são os principais objetos de estudo da teoria algébrica dos números. Outro exemplo de extensão algébrica comum é a extensão {\displaystyle \mathbb {C} /\mathbb {R} } dos números reais pelos números complexos.

## Algumas propriedades
Todas as extensões transcendentais são de grau infinito. Isto, por sua vez, implica que todas as extensões finitas são algébricas. A recíproca, entretanto, não é verdadeira: existem infinitas extensões que são algébricas. Por exemplo, o corpo de todos os números algébricos é uma extensão algébrica infinita dos números racionais.
Seja E um campo de extensão de K e a ∈ E. O menor subcampo de E que contém K e a é comumente denotado {\displaystyle K(a).} Se a é algébrico sobre K, então os elementos de K(a) podem ser expressos como polinômios em a com coeficientes em K; isto é, K(a) também é o menor anel contendo K e a. Nesse caso, {\displaystyle K(a)} é uma extensão finita de K (é um espaço vetorial K de dimensão finita) e todos os seus elementos são algébricos sobre K. Essas propriedades não são válidas se a não for algébrico. Por exemplo, {\displaystyle \mathbb {Q} (\pi )\neq \mathbb {Q} [\pi ]}, e ambos são espaços vetoriais de dimensão infinita sobre {\displaystyle \mathbb {Q} .}
Um campo algébrico fechado F não possui extensões algébricas próprias, ou seja, não possui extensões algébricas E com F < E. Um exemplo é o campo dos números complexos. Todo corpo tem uma extensão algébrica que é algebricamente fechada (chamada de fechamento algébrico), mas provar isso em geral requer alguma forma do axioma da escolha.
Uma extensão L/K é algébrica se e somente se toda sub K-álgebra de L é um corpo.